# Karl Ferdinand Friedrich von Lützow
Karl Ferdinand Friedrich von Lützow (* 10. Februar 1750 in Braunschweig; † 26. Oktober 1830 in Berlin) war ein preußischer Generalmajor und zuletzt Kreisbrigadier der Gendarmerie in Pommern.

## Leben

### Herkunft
Seine Eltern waren Egidius Berthold von Lützow (* 1713; † 17. Juni 1791) und dessen erste Ehefrau Anna, geborene von Stötteroggen (* 20. Dezember 1720; † 10. Juli 1751).

### Militärkarriere
Lützow kam am 26. Januar 1766 als Kadett nach Berlin und wurde am 5. April 1767 als Gefreitenkorporal dem Infanterieregiment „Kronprinz“ der Preußischen Armee überwiesen. Am 5. März 1772 wurde er als Fähnrich in das Garnisonsregiment „Alt-Sydow“ versetzt. Dort avancierte Lützow am 23. Juli 1778 zum Sekondeleutnant und am 22. Juni 1783 zum Premierleutnant. Mit Auflösung der Garnisonsbataillone wurde er am 1. Mai 1786 in das Depotbataillon des Infanterieregiment „Jung-Könitz“ versetzt. Am 16. November 1790 stieg Lützow zum Stabskapitän auf und kam am 7. Januar 1791 in das Infanterieregiment „von Tiedemann“. Dort wurde er am 17. Juni 1797 Kapitän und Kompaniechef sowie am 14. März 1806 zum Major befördert. Im Vierten Koalitionskrieg wurde Lützow in der Schlacht bei Auerstedt verwundet, geriet bei Lübeck in Gefangenschaft und wurde anschließend inaktiv gestellt.
Ab 1807 erhielt Lützow nur noch Halbsold und war noch am 10. Dezember 1810 zur Anstellung bei der Gendarmerie vorgesehen. Er schied jedoch am 26. März 1813 mit Pension aus dem Dienst. Am 19. April 1813 bekam er den Charakter als Oberstleutnant und wurde am 1. November 1713 mit der Führung als Kreisbrigadier der Gendarmerie in Pommern beauftragt. Seinen Dienstsitz hatte Lützow in Swinemünde. Die Stellung behielt er während der Befreiungskriege bei. Erst nach dem Friedensschluss erfolgte am 19. Januar 1818 seine Ernennung zu diesem Kommando. Er wurde am 19. September 1820 Oberst und am 30. Dezember 1820 inaktiv gestellt. Am 19. Juli 1827 bekam Lützow seinen Abschied als Generalmajor unter Beibehaltung seines inaktiven Gehalts als Pension. 
Karl Ferdinand Friedrich von Lützow starb am 26. Oktober 1830 im Alter von 80 Jahren in Berlin und wurde am 29. Oktober 1830 auf dem Garnisonfriedhof beigesetzt. Das Grabmal ist nicht erhalten.

### Familie
Lützow heiratete am 26. Juli 1795 in Stettin Charlotte von Mark (* 1. September 1768; † 8. November 1837), eine Tochter des Oberstleutnant von Mark aus dem Infanterieregiment „von Pirch“. Das Paar blieb ohne Kinder.